# 일본공산당 제6회 전국협의회

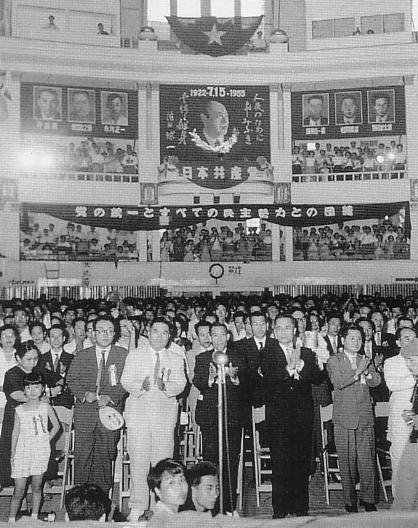
육전협과 동시에 개최된 일공당 33주년 기념식.

일본공산당 제6회 전국협의회(일본어: 日本共産党第6回全国協議会 니혼쿄산토다이로쿠카이젠코쿠쿄기카이[*])는 1955년 7월 27일에서 7월 29일까지 진행되었다. 이 회의에서 일본공산당은 그전까지의 중국혁명에 영향을 받은 “농촌에서 도시를 포위”하는 식의 무장투쟁 방침의 포기를 결의했다. 약칭 육전협(일본어: 六全協 로쿠젠쿄[*]).
북경에 망명가 있던 토쿠다 큐이치 서기장이 2년 전인 1953년 사망했음이 이 육전협에서 발표되었다. 그래서 제1서기에 노사카 산조, 서기국원에 콘노 요지로・시다 시게오・미야모토 겐지가 선임되었다. 공산당은 그전까지의 산촌공작대 등 무장투쟁 노선에 종지부를 찍었다. 시가 요시오・미야모토 겐지 등 구 국제파가 이 회의에서 주도권을 탈환하지만, 구 소감파였던 노사카가 제1서기가 되고 1958년에는 당의장이 된 바, “통일”을 인상시켰다.
육전협은 “의회투쟁을 통해 폭넓은 국민의 지지를 얻을 수 있는 당”이 되고자 하는 하나의 계기였지만, 이 시점에서는 “농촌에서 도시를 포위”한다는 중국식 무장투쟁방침을 포기한 것일 뿐, 폭력혁명 노선 전반을 완전히 포기한 것은 아니었다. 오히려 육전협에서는 무장투쟁의 계기가 된 51년 강령에 대해 “신강령이 채택되고 난 후에 일어난 여러 가지 사건과 당의 경험은 강령에 표시된 모든 규정이 완전히 옳은 일임을 실제로 증명하고 있다”고 평가했다. 새 지도부하에서 새로운 강령과 명확한 노선을 확정하기까지는 육전협 이후로 몇 년이 더 걸렸다.
당시 일본공산당 소속 국회의원 및 지방의원 대부분은 폭력노선을 지지하고 폭력활동에 참여한 토쿠다파였는데도 불구하고, 폭력노선의 책임을 죽은 토쿠다 큐이치 개인에게 떠넘긴 것은 무책임하다는 비판도 있었다. 산촌공작대 등의 활동에 참여했던 학생당원들은 갑작스런 노선전환에 충격을 받아 탈당하는 사람이 적지 않았고, 좌절감에 자살한 당원도 있었다. 일본공산당이 전후애 재개했다가 포기한 “무장투쟁” 노선을 신봉한 급진적 학생당원들은 새 지도부에 대한 불신과 불만으로 훗날 공산주의자동맹을 결성하는 등 소위 신좌파와 과격파의 탄생으로 향하는 씨가 이 육전협에서 뿌려졌다. 따라서 무장혁명에 동참하고 전후 일본에서 폭력행위를 선동, 참여했던 다수 일본공산당 당원들에게 이후 신좌파 탄생의 책임이 있다는 전 당원들의 비판이 있다.